# Бармин, Алексей Алексеевич
Алексе́й Алексе́евич Бармин (29 декабря 1934, Магнитогорск — 18 ноября 2010, Москва) — советский и российский учёный в области механики, доктор физико-математических наук (1977), профессор (1992), лауреат Государственной премии РФ (2004).

## Биография
Окончил механико-математический факультет МГУ (1958) и аспирантуру там же (1961), в 1962 году защитил кандидатскую диссертацию на тему «Исследование поверхностей разрыва в магнитной гидродинамике и некоторые задачи с плоскими волнами».
Работал в НИИ механики МГУ, главный научный сотрудник (1989).
С 1990 г. профессор кафедры гидромеханики механико-математического факультета МГУ. Читал курсы «Магнитная гидродинамика», «Гидродинамические методы в метеорологии».
Область научных интересов: магнитная гидродинамика, теория разрывных решений, их устойчивость, приложения гидромеханики к природным процессам. Тема докторской диссертации «Разрывные решения в гидромеханике при наличии электромагнитных полей».
Лауреат Государственной премии РФ (2003, в авторском коллективе А. А. Бармин, А. Г. Куликовский, Г. А. Любимов, В. Ю. Ляпидевский, В. М. Тешуков, Е. А. Пушкарь, Е. И. Свешникова, А. П. Чугайнова) за работу «Нелинейные волны в сплошных средах, описываемые гиперболическими системами уравнений высокого порядка: разрывы и их структуры».
Лауреат премии им. М. В. Ломоносова (2008) в составе авторского коллектива за цикл работ «Применение методов гидромеханики и петрологии к изучению механизмов подъёма магмы и вулканических извержений». В 1961 г. присуждена премия имени С. А. Чаплыгина.
Награждён медалью ордена «За заслуги перед Отечеством» II степени (2005).
Скончался после тяжёлой продолжительной болезни. Похоронен на Ваганьковском кладбище (17 уч.).